# Polyethyleentereftalaat
Polyethyleentereftalaat, polyetheentereftalaat (de voorkeursnaam),
pet of PETP is een thermoplastische polyester. De kunststof wordt onder andere gebruikt voor petflessen en andere verpakkingen van voedingsmiddelen; voor industriële en textielvezels, bijvoorbeeld fleece; voor films, platen en voor keukengerei. Pet is warm goed vormbaar.

## Eigenschappen
Pet is recycleerbaar, hoewel voor behoud van eigenschappen vaak een opwerkstap nodig is. Pet is gevoelig voor water en thermische degradatie. Hierdoor worden de molecuulketens korter. Door middel van diepvacuüm en/of droge lucht van hoge temperatuur kunnen de ketens weer enigszins gerepareerd worden (solid state condensation). 
De kristalliniteit van pet is beïnvloedbaar via de afkoelsnelheid. Zeer snelle afkoeling naar een temperatuur onder de glastemperatuur gaat het kristalliseren tegen. 
Chemisch kan het petmolecuul veranderd worden, en daarmee zijn eigenschappen beïnvloed worden. Zowel aan de zuurzijde (de tereftaalzuurgroep) als aan de glycolgroep kan worden gemodificeerd. Bekende modificaties aan de zuurzijde zijn het gebruik van 0-30 mol% isoftaalzuur of 0-100 mol% naftalaat. Indien men de glycol-kant modificeert spreekt men vaak van PETG. Modificaties aan die zijde zijn bijvoorbeeld CHDM (cyclohexaan-di-methanol) of 1,4-butaandiol (hier spreekt men echter niet van PETG, maar van PBT). 
Indien men tijdens het verstrekken ook verwarmt, krijgt men een kristallijn, doorzichtig product, bijvoorbeeld een petfles of Mylar®-film.
In 1941 werd pet gepatenteerd door Calico Printer's Association of Manchester. De petfles werd gepatenteerd in 1973.

## Productie van pet[3]

Recyclingcode van pet

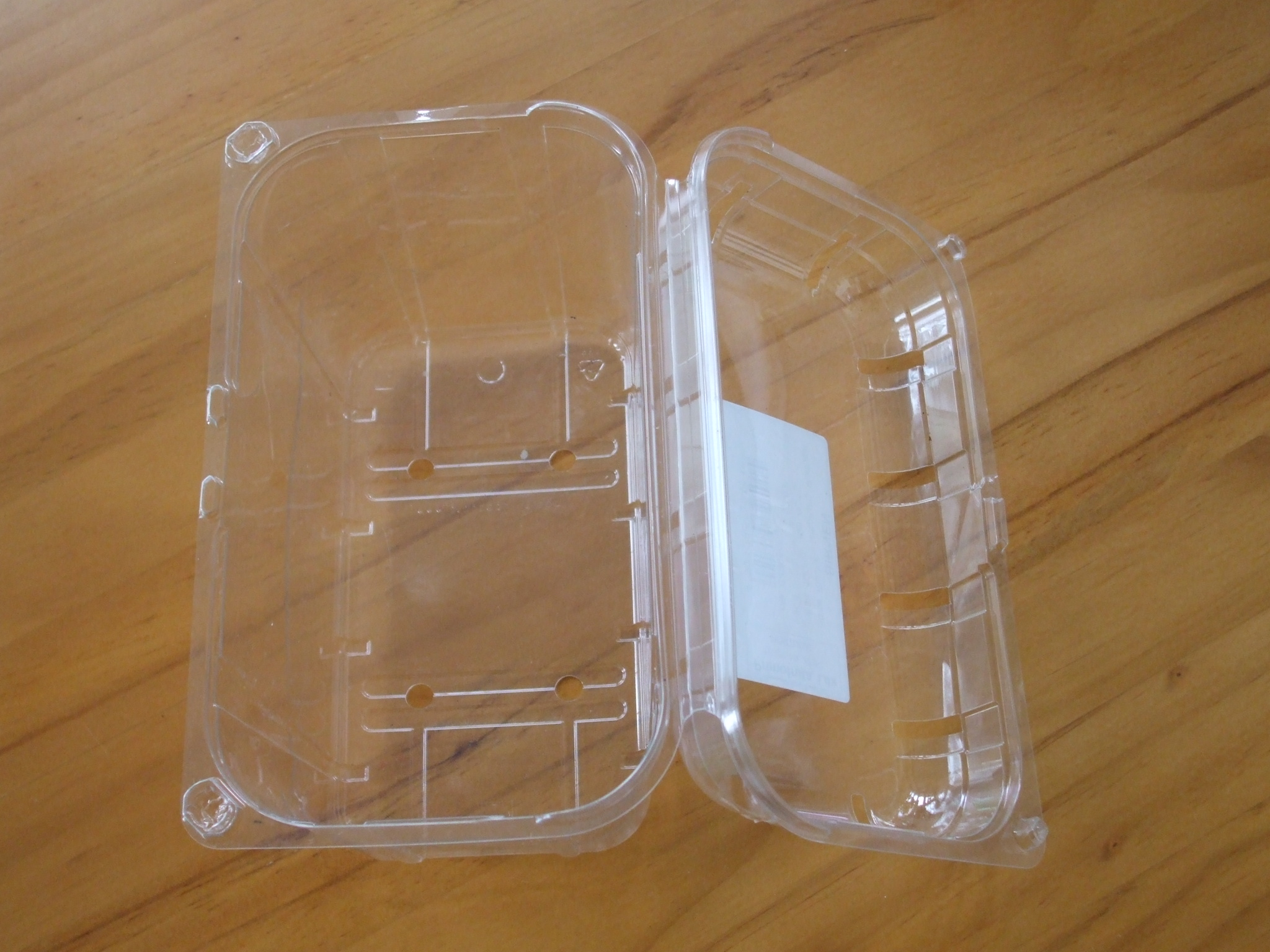
Verpakking van pet

Polyesters worden bereid door de verestering van een dicarbonzuur met een diol, in dit geval van tereftaalzuur met ethyleenglycol. Tereftaalzuur was vroeger echter moeilijk te verkrijgen in een hoge zuiverheid; daarom werd de dimethylester (dimethyltereftalaat of DMT) ervan gebruikt voor de productie van pet. Maar sedert voldoende zuiver tereftaalzuur beschikbaar is (ook gekend als PTA, purified terephthalic acid) wordt pet bereid door rechtstreekse verestering van tereftaalzuur met ethyleenglycol. Nieuwe productie-installaties gebruiken bij voorkeur dit laatste proces.
Het oorspronkelijke DMT-proces bestaat uit twee stappen. Eerst gebeurt de reactie van gesmolten DMT met een overmaat ethyleenglycol. Dit is een omesteringsreactie, waarbij methanol vrijkomt. De overmaat ethyleenglycol wordt daarna afgedestilleerd, en in een tweede stap gebeurt de polycondensatie tot hoogmoleculaire (molecuulmassa van 10.000 of meer) polyesters. Hierbij komt ethyleenglycol vrij. De reacties gebeuren in aanwezigheid van geschikte katalysatoren.
Eerste stap
{\displaystyle {\ce {C6H4(CO2CH3)2 + 2 HOCH2CH2OH -> C6H4(CO2CH2CH2OH)2 + 2 CH3OH}}}
Tweede stap
{\displaystyle {\ce {{\mathit {n}}\,C6H4(CO2CH2CH2OH)2->{[(CO)C6H4(CO2CH2CH2O)]_{\mathit {n}}}+{\mathit {n}}\,HOCH2CH2OH}}}
In het TA-proces (van terephthalic acid) gebeurt de rechtstreekse verestering van tereftaalzuur met ethyleenglycol, waarbij water in plaats van methanol vrijkomt. De reactie gebeurt op hoge temperatuur (220-260 °C, boven het kookpunt van ethyleenglycol), en onder druk (2,7-5,5 bar). 
{\displaystyle {\ce {{{\mathit {n}}\,C6H4(CO2H)2}+{\mathit {n}}\,HOCH2CH2OH->{[(CO)C6H4(CO2CH2CH2O)]_{\mathit {n}}}+2{\mathit {n}}\,H2O}}}
Verscheidene bedrijven brengen biaxiaal georiënteerd (in twee richtingen geordend) polyethyleentereftalaat (bopet) onder verschillende merknamen in de handel. Bekende merknamen zijn Hostaphan, Mylar en Melinex en pet-Power.
De stof is zeer sterk, chemisch stabiel en een goede thermoplast. Ook laat de stof geen gas en reukstoffen door en is het een goede elektrische isolator.
Bopet is oorspronkelijk midden jaren 50 ontwikkeld door DuPont en ICI. In 1960 en 1964 bracht NASA de Echo-satellieten om de aarde; ballonnen van 30 meter in doorsnee, die bedekt waren met een laagje van 0,13 mm dikke bopetfilm. In de jaren 70 ontstond vraag naar grotere, onbreekbare lichtgewicht flessen voor dranken (petflessen). Pet bleek hier een uitermate geschikt materiaal voor. Ook wordt de stof in onderzeekabels gebruikt. Tevens wordt folie van Bopet gebruikt in de bouw van elektrostatische luidsprekers.

## Biodegradatie
In maart 2016 maakten wetenschapsmensen bekend dat een bacteriesoort was gevonden, Ideonella sakaiensis, die pet volledig kan afbreken en als (enige) koolstofbron gebruiken. In april 2020 kondigden onderzoekers vervolgens de ontdekking aan van een gemodificeerd enzym dat pet zeer snel en efficiënt afbreekt. Deze laatste ontdekking zou een belangrijke stap kunnen blijken richting een circulaire pet-economie. In 2022 werd ontdekt dat speeksel van waswormen (Galleria mellonella) pet kan afbreken; door de waswormen zou plastic in de natuur op biologische wijze afgebroken kunnen worden.